# Kanton Geaune
Der Kanton Geaune war von 1790 bis 2015 ein französischer Wahlkreis im Arrondissement Mont-de-Marsan, im Département Landes und in der Region Aquitanien.

## Geschichte
Der Kanton wurde am 4. März 1790 im Zuge der Einrichtung der Départements als Teil des damaligen „Distrikts Saint-Sever“ gegründet.
Mit der Gründung der Arrondissements am 17. Februar 1800 wurde der Kanton als Teil des damaligen Arrondissements Saint-Sever neu zugeschnitten.
Mit der Auflösung des Arrondissement Saint-Sever am 10. September 1926 wurde der Kanton im Arrondissement Mont-de-Marsan integriert.
Siehe auch: Geschichte Département Landes und Geschichte Arrondissement Mont-de-Marsan.

## Gemeinden
| Gemeinde         | Einwohner Jahr | Fläche km² | Bevölkerungsdichte | Code INSEE | Postleitzahl |
| ---------------- | -------------- | ---------- | ------------------ | ---------- | ------------ |
| Arboucave        | 200 (2013)     | –          | – Einw./km²        | 40005      | 40320        |
| Bats             | 316 (2013)     | –          | – Einw./km²        | 40029      | 40320        |
| Castelnau-Tursan | 195 (2013)     | –          | – Einw./km²        | 40072      | 40320        |
| Clèdes           | 118 (2013)     | –          | – Einw./km²        | 40083      | 40320        |
| Geaune           | 712 (2013)     | –          | – Einw./km²        | 40110      | 40320        |
| Lacajunte        | 147 (2013)     | –          | – Einw./km²        | 40136      | 40320        |
| Lauret           | 89 (2013)      | –          | – Einw./km²        | 40148      | 40320        |
| Mauries          | 95 (2013)      | –          | – Einw./km²        | 40174      | 40320        |
| Miramont-Sensacq | 344 (2013)     | –          | – Einw./km²        | 40185      | 40320        |
| Payros-Cazautets | 105 (2013)     | –          | – Einw./km²        | 40219      | 40320        |
| Pécorade         | 147 (2013)     | –          | – Einw./km²        | 40220      | 40320        |
| Philondenx       | 213 (2013)     | –          | – Einw./km²        | 40225      | 40320        |
| Pimbo            | 202 (2013)     | –          | – Einw./km²        | 40226      | 40320        |
| Puyol-Cazalet    | 114 (2013)     | –          | – Einw./km²        | 40239      | 40320        |
| Samadet          | 1127 (2013)    | –          | – Einw./km²        | 40286      | 40320        |
| Sorbets          | 194 (2013)     | –          | – Einw./km²        | 40305      | 40320        |
| Urgons           | 264 (2013)     | –          | – Einw./km²        | 40321      | 40320        |